# Lophiodes monodi
Lophiodes monodi är en fiskart som först beskrevs av Le Danois, 1971.  Lophiodes monodi ingår i släktet Lophiodes och familjen marulksfiskar. Inga underarter finns listade i Catalogue of Life.